# Пихлер, Ральф
Ральф Пихлер (нем. Ralph Pichler, 20 апреля 1954, Тун, Берн) — швейцарский бобслеист, пилот, выступавший за сборную Швейцарии в 1980-е годы. Участник зимних Олимпийских игр 1984 года в Сараево, двукратный чемпион мира, чемпион Европы.

## Биография
Ральф Пихлер родился 20 апреля 1954 года в городе Тун, кантон Берн. Активно заниматься бобслеем начал в 1978 году, присоединился в качестве пилота к национальной сборной Швейцарии и вскоре стал полноправным членом команды. Первое время соревновался в паре с разгоняющим Эккехардом Фассером, вместе с ним выиграл серебро на юношеском чемпионате мира в немецком Винтерберге. На чемпионате Европы 1982 года в Кортина-д’Ампеццо финишировал первым в программе четырёхместных экипажей, завоевав золотую медаль. В 1983 году занял третье место на чемпионате Европы, прошедшем в Югославии, и во второй раз удостоился звания чемпиона мира, завоевав золото на мировом первенстве в Лейк-Плэсиде.
Благодаря череде удачных выступлений в 1984 году Пихлер отправился защищать честь страны на Олимпийские игры в Сараево, где в составе двойки, куда также вошёл разгоняющий Рико Фрайермут, финишировал шестым. В 1986 году на чемпионате мира в немецком Кёнигсзее пополнил медальную коллекцию серебром в двойках и бронзой в четвёрках. Не менее успешным оказался для спортсмена 1987 года, когда на мировом первенстве в Санкт-Морице он приехал первым среди двухместных экипажей и третьим среди четырёхместных, а также взял бронзу на чемпионате Европы в Червинии.
Продолжал выступать на высоком уровне вплоть до конца 1980-х годов, но уже менее успешно. Не сумев составить конкуренцию молодым швейцарским бобслеистам, возрастной Ральф Пихлер принял решение завершить карьеру профессионального спортсмена. Ныне проживает в Канаде со своей женой Марлой и двумя сыновьями Янником и Джареттом.